# Estanislao Basora
Estanislao Basora Brunet (ur. 18 listopada 1926, Barcelona, Katalonia, Hiszpania, zm. 16 marca 2012 w Las Palmas de Gran Canaria) – piłkarz kataloński grający na pozycji napastnika, przez culés uważany za jednego z najlepszych piłkarz lat pięćdziesiątych.
Najlepsze lata kariery przypadły mu na grę w klubie FC Barcelona, gdzie grał od 1946 do 1958. Był wicekapitanem klubu wtedy, gdy Ladislao Kubala, był kapitanem.
Przed przyjściem do Barcelony grał w innych hiszpańskich klubach: Colonia Valls, Súria i CE Manresa. Grał też na wypożyczeniu w klubie UE Lleida.
W reprezentacji Hiszpanii rozegrał 22 mecze i strzelił 13 goli. Był uczestnikiem MŚ 1950 w Brazylii.